# Europäisches Olympisches Winter-Jugendfestival 2023/Eishockey
Beim Europäischen Olympischen Winter-Jugendfestival 2023 wurden zwei Turniere im Eishockey ausgetragen. Die Vorrundenspiele der Mädchen fanden in Spittal an der Drau, Österreich statt. Das Turnier der Jungen sowie die Endrundenspiele der Mädchen wurden in Udine, Italien ausgetragen.

## Bilanz

### Medaillenspiegel
| Platz  | Land       | Gold | Silber | Bronze | Gesamt |
| ------ | ---------- | ---- | ------ | ------ | ------ |
| 1      | Schweiz    | 1    | –      | –      | 1      |
| 1      | Tschechien | 1    | –      | –      | 1      |
| 2      | Lettland   | –    | 1      | –      | 1      |
| 2      | Slowakei   | –    | 1      | –      | 1      |
| 4      | Finnland   | –    | –      | 2      | 2      |
| Gesamt | Gesamt     | 1    | 1      | 2      | 2      |

### Medaillengewinner
| Disziplin | Gold | Silber | Bronze |
| --------- | --- | --- | --- |
| Jungen    | SchweizChristian Kirsch Elijah Neuenschwander Daniil Ustinkov Gian Meier Niklas Blessing Mischa Geisser Basile Sansonnens Joel Kurt Leon Muggli Loris Wey Noé Tarchini Robin Antenen Nils Wehrli Joel Grossniklaus Jamiro Reber Jordan Forget David Bosson Nolan Cattin Kimi Körbler Yannik Ponzetto                                                   | LettlandKristers Ansons Sandis Auziņš Edvīns Bērziņš Oskars Briedis Harijs Cjunskis Dmitrijs Diļevka Edvards Eglītis Oskars Gusevs Maksims Haritoncevs Artūrs Kohs Antons Macijevskisn Bruno Petrovičs Roberts Jānis Polis Krists Retenais Markuss Sieradzkis Alekss Simanovičs Toms Trockis Mikus Vecvanags Aleksandrs Zaprivoda Lindars Zemņickis | FinnlandVeeti Louhivaara Aatu Myllykangas Onni Amhamdi Veikka Mononen Toni Nyman Heikki Peipinen Atte Vikla Jokerit Viljami Vuorinen Matvey Butkovski Vertti Haikala Aatu Heinänen Joakim Hirschovits Jonatan Hirschovits Robin Huttunen Aatu Karvinen Benjamin Pietilä Kasper Pikkarainen Tuukka Heiskanen Leo Tuuva Roope Rajala |
| Mädchen   | TschechienMadlen Chladová Magdaléna Felcmanová Katerina Fialová Adéla Formová Tereza Gildainová Veronika Hujová Julie Jebousková Viktorie Jílková Natálie Musilová Daniela Nováková Veronika Ortová Hana Panešová Adéla Pánková Aneta Paroubková Klaudie Pietraszová Barbora Prošková Vera Stastkova Šarlota Stýblová Johanna Tischler Linda Vocetková | SlowakeiAlexandra Tomasová Vanessa Eibenová Michaela Feníková Alica Juríková Lenka Karkošková Nikola Komloš Tatiana Korčeková Bianka Kostková Nikita Krištofíková Ema Lacková Nela Lopušanová Bianka Masláková Lívia Nogová Zuzana Sliacka Mariana Sumegová Liana Tomaštíková Zuzana Tomečková Ema Tóthová Laura Turňová Jazmína Večerková          | FinnlandKerttu Kuja-Halkola Emilia Piekkari Nelly Andersson Enni Riikonen Sara Holopainen Iiris Hämäläinen Vilma Nurmisto Elli Pohjanaho Riia Saarnii Leni Lilia Granroth Ella-Sofia Hautala Abigail Byskata Noora Puhto Jannika Sten Senja Siivonen Laura Kivelä Julia Kuhta Anastasia Borodina Eva Lamberg Annika Marjatsalo     |

## Ergebnisse Jungen

### Vorrunde

#### Gruppe A
| Pl. | Nation      | Sp | S | OTS | OTN | N | Tore | Punkte |
| --- | ----------- | -- | - | --- | --- | - | ---- | ------ |
| 1.  | Deutschland | 2  | 1 | 1   | 0   | 0 | 12:9 | 5      |
| 2.  | Finnland    | 2  | 1 | 0   | 1   | 0 | 8:7  | 4      |
| 3.  | Slowakei    | 2  | 0 | 0   | 0   | 2 | 7:11 | 0      |

Abkürzungen: Pl. = Platz, Sp = Spiele, S = Siege, OTS = Siege nach Verlängerung (Overtime) oder Penaltyschießen, OTN = Niederlagen nach Verlängerung oder Penaltyschießen, N = Niederlagen

Erläuterungen: direkte Qualifikation für das Viertelfinale
| Datum      | Uhrzeit | Begegnung   | Begegnung   | Ergebnis |
| ---------- | ------- | ----------- | ----------- | -------- |
| 22.01.2023 | 15:30   | Finnland    | Deutschland | 4:5 (OT) |
| 23.01.2023 | 15:30   | Slowakei    | Finnland    | 2:4      |
| 24.01.2023 | 15:30   | Deutschland | Slowakei    | 7:5      |

#### Gruppe B
| Pl. | Nation   | Sp | S | OTS | OTN | N | Tore | Punkte |
| --- | -------- | -- | - | --- | --- | - | ---- | ------ |
| 1.  | Schweiz  | 2  | 2 | 0   | 0   | 0 | 12:1 | 6      |
| 2.  | Lettland | 2  | 1 | 0   | 0   | 1 | 8:6  | 3      |
| 3.  | Italien  | 2  | 0 | 0   | 0   | 2 | 1:14 | 0      |

Abkürzungen: Pl. = Platz, Sp = Spiele, S = Siege, OTS = Siege nach Verlängerung (Overtime) oder Penaltyschießen, OTN = Niederlagen nach Verlängerung oder Penaltyschießen, N = Niederlagen

Erläuterungen: direkte Qualifikation für das Viertelfinale
| Datum      | Uhrzeit | Begegnung | Begegnung | Ergebnis |
| ---------- | ------- | --------- | --------- | -------- |
| 22.01.2023 | 19:30   | Schweiz   | Lettland  | 5:1      |
| 23.01.2023 | 19:30   | Italien   | Schweiz   | 0:7      |
| 24.01.2023 | 19:30   | Lettland  | Italien   | 7:1      |

### Finalrunde
| Halbfinale | Halbfinale  | Halbfinale |  |  | Finale           | Finale      | Finale   |
|            |             |            |  |  |                  |             |          |
| A1         | Deutschland | 2          |  |  |                  |             |          |
| B2         | Lettland    | 3          |  |  | Endspiel         | Endspiel    | Endspiel |
|            |             |            |  |  | B2               | Lettland    | 0        |
|            |             |            |  |  | B1               | Schweiz     | 5        |
| B1         | Schweiz     | 8          |  |  |                  |             |          |
| A2         | Finnland    | 3          |  |  |                  |             |          |
|            |             |            |  |  | Spiel um Platz 3 |             |          |
|            |             |            |  |  | A1               | Deutschland | 1        |
|            |             |            |  |  | A2               | Finnland    | 4        |
|            |             |            |  |  |                  |             |          |
|            |             |            |  |  | Spiel um Platz 5 |             |          |
|            |             |            |  |  | A3               | Slowakei    | 8        |
|            |             |            |  |  | B3               | Italien     | 4        |
|            |             |            |  |  |                  |             |          |

## Ergebnisse Mädchen

### Vorrunde

#### Gruppe A
| Pl. | Nation     | Sp | S | OTS | OTN | N | Tore  | Punkte |
| --- | ---------- | -- | - | --- | --- | - | ----- | ------ |
| 1.  | Slowakei   | 3  | 2 | 0   | 0   | 1 | 12:10 | 6      |
| 2.  | Finnland   | 3  | 2 | 0   | 0   | 1 | 9:4   | 6      |
| 3.  | Österreich | 3  | 1 | 0   | 0   | 2 | 7:10  | 3      |
| 4.  | Schweiz    | 3  | 1 | 0   | 0   | 2 | 4:8   | 3      |

Abkürzungen: Pl. = Platz, Sp = Spiele, S = Siege, OTS = Siege nach Verlängerung (Overtime) oder Penaltyschießen, OTN = Niederlagen nach Verlängerung oder Penaltyschießen, N = Niederlagen

Erläuterungen: direkte Qualifikation für das Viertelfinale
| Datum      | Uhrzeit | Begegnung  | Begegnung  | Ergebnis |
| ---------- | ------- | ---------- | ---------- | -------- |
| 22.01.2023 | 12:00   | Österreich | Finnland   | 0:5      |
| 22.01.2023 | 16:00   | Slowakei   | Schweiz    | 3:4      |
| 23.01.2023 | 16:00   | Finnland   | Schweiz    | 2:0      |
| 23.01.2023 | 20:00   | Slowakei   | Österreich | 5:4      |
| 24.01.2023 | 15:30   | Finnland   | Slowakei   | 2:4      |
| 25.01.2023 | 15:30   | Schweiz    | Österreich | 0:3      |

#### Gruppe B
| Pl. | Nation      | Sp | S | OTS | OTN | N | Tore | Punkte |
| --- | ----------- | -- | - | --- | --- | - | ---- | ------ |
| 1.  | Tschechien  | 3  | 2 | 1   | 0   | 0 | 19:5 | 8      |
| 2.  | Schweden    | 3  | 2 | 0   | 1   | 0 | 19:5 | 7      |
| 3.  | Italien     | 3  | 1 | 0   | 0   | 2 | 8:16 | 3      |
| 4.  | Deutschland | 3  | 0 | 0   | 0   | 3 | 5:21 | 0      |

Abkürzungen: Pl. = Platz, Sp = Spiele, S = Siege, OTS = Siege nach Verlängerung (Overtime) oder Penaltyschießen, OTN = Niederlagen nach Verlängerung oder Penaltyschießen, N = Niederlagen

Erläuterungen: direkte Qualifikation für das Viertelfinale
| Datum      | Uhrzeit | Begegnung   | Begegnung   | Ergebnis |
| ---------- | ------- | ----------- | ----------- | -------- |
| 22.01.2023 | 20:00   | Schweden    | Tschechien  | 2:3 (OT) |
| 23.01.2023 | 12:00   | Deutschland | Italien     | 3:5      |
| 24.01.2023 | 12:00   | Tschechien  | Deutschland | 9:1      |
| 24.01.2023 | 16:00   | Italien     | Schweden    | 1:6      |
| 25.01.2023 | 16:00   | Schweden    | Deutschland | 7:1      |
| 25.01.2023 | 20:00   | Tschechien  | Italien     | 7:2      |

### Finalrunde
Es wurden keine Halbfinale ausgetragen, stattdessen spielen die Gruppensieger direkt im Finale, die Zweitplatzierten der Gruppen im Spiel um Bronze und die restlichen Teams die entsprechende Platzierungsrunde.

#### Finale
| Datum      | Uhrzeit | Begegnung | Begegnung  | Ergebnis |
| ---------- | ------- | --------- | ---------- | -------- |
| 27.01.2023 | 16:30   | Slowakei  | Tschechien | 1:4      |

#### Kleines Finale
| Datum      | Uhrzeit | Begegnung | Begegnung | Ergebnis |
| ---------- | ------- | --------- | --------- | -------- |
| 27.01.2023 | 12:30   | Schweden  | Finnland  | 2:3      |

#### Spiel um Platz 5
| Datum      | Uhrzeit | Begegnung  | Begegnung | Ergebnis |
| ---------- | ------- | ---------- | --------- | -------- |
| 26.01.2023 | 19:30   | Österreich | Italien   | 0:1      |

#### Spiel um Platz 7
| Datum      | Uhrzeit | Begegnung | Begegnung   | Ergebnis |
| ---------- | ------- | --------- | ----------- | -------- |
| 26.01.2023 | 15:30   | Schweiz   | Deutschland | 3:2      |